# Biandrate
Biandrate is een gemeente in de Italiaanse provincie Novara (regio Piëmont) en telt 1124 inwoners (31-12-2004). De oppervlakte bedraagt 12,7 km², de bevolkingsdichtheid is 89 inwoners per km².

## Demografie
Biandrate telt ongeveer 490 huishoudens. Het aantal inwoners daalde in de periode 1991-2001 met 6,8% volgens cijfers uit de tienjaarlijkse volkstellingen van ISTAT.
| Jaar | Inwoneraantal |
| ---- | ------------- |
| 1991 | 1184          |
| 2001 | 1103          |

## Geografie
Biandrate grenst aan de volgende gemeenten: Casalbeltrame, Casalino, Recetto, San Nazzaro Sesia, San Pietro Mosezzo, Vicolungo.